# Kathe-Kreuz

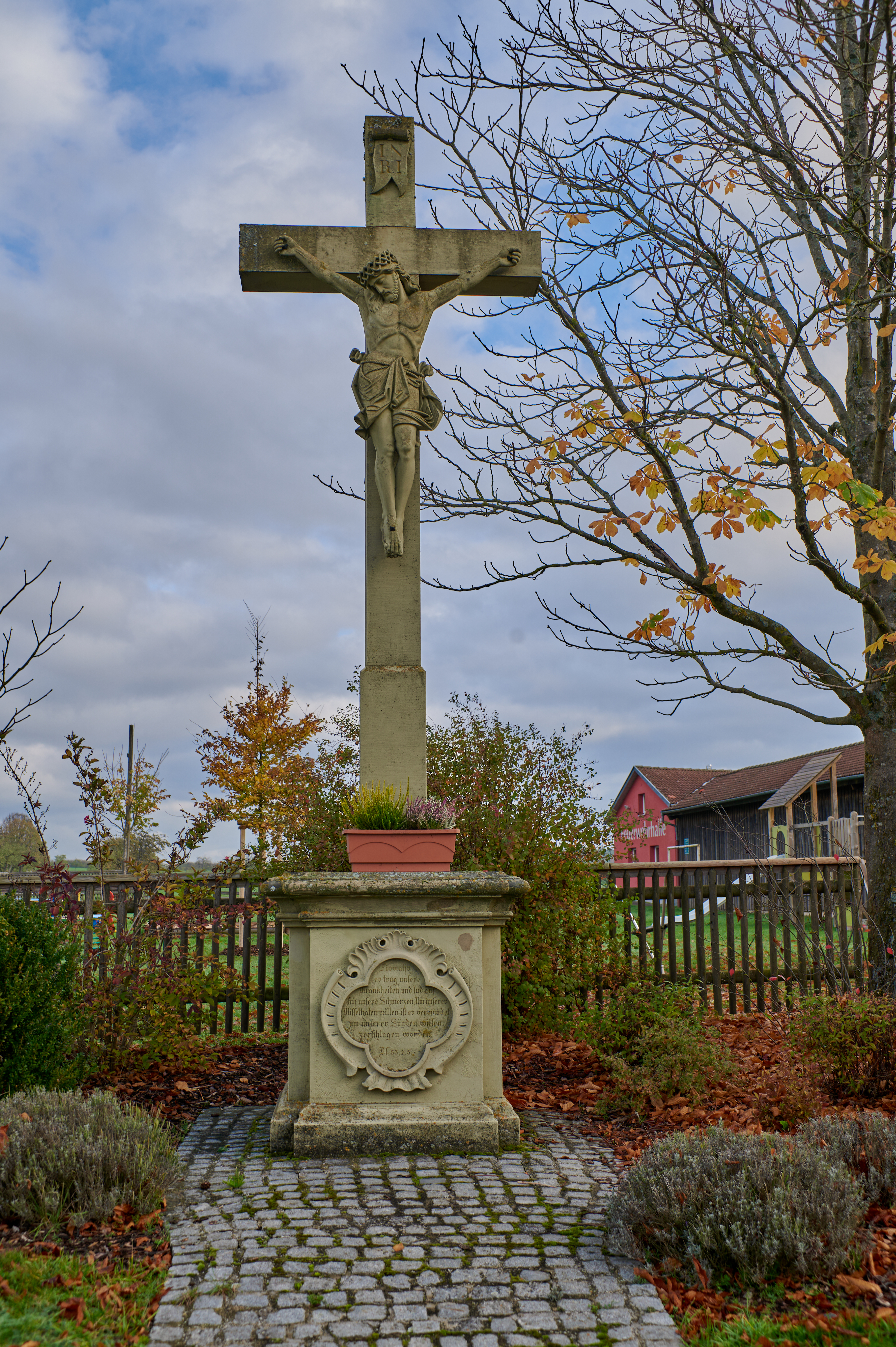
Das Kathe-Kreuz in Wollbach.

Das Wegkreuz Nähe Premicher Straße, auch Kathe-Kreuz genannt, befindet sich in Wollbach, einem Gemeindeteil des Marktes Burkardroth im unterfränkischen Landkreis Bad Kissingen, am Spielplatz an der Straße nach Premich am Spielplatz auf der Straße nach Premich.
Das Wegkreuz gehört zu den Baudenkmälern von Burkardroth und ist unter der Nummer D-6-72-117-125 in der Bayerischen Denkmalliste registriert.

## Beschreibung
Das etwa 490 cm hohe Wegkreuz besteht aus gelbem Sandstein und wurde im Jahr 1886 von Bildhauer Valentin Weidner geschaffen. Das Kreuz wurde in der Vergangenheit umgesetzt und renoviert.
Der Tischsockel des Kreuzes ist ebenso wie das Kreuz selbst mehrteilig zusammengesetzt. Der Tischsockel besteht aus einer Bodenplatte, einem Sockelprisma mit Inschriftenkartuschen und einer vorkragenden Abschlussplatte oben. Die Bodenplatte ist 15 cm hoch, hat die Abmessungen 102 cm × 105 cm und besteht aus einer Platte (H = 10 cm), einer Sima (4 cm) und einer eingezogenen Schlussplatte.
Das 75 cm hohe Sockelprisma hat die Abmessungen 90 cm × 78 cm. Die 23 cm hohe Abschlussplatte besteht aus einer Platte (1 cm), einer Hohlkehle (3 cm), einer Ringwulst (2 cm), einer auskragenden Hohlkehle (7 cm), einer kleinen Platte (1 cm), einer auskragenden Platte mit Wulstrand (6 cm) und einer einziehenden Falz mit flacher Kehle (3 cm). Der Sockelblock zeigt einen verkröpften Vorderabschluss, der 10 cm aus der 95 cm breiten Front hervorspringt. Die Querschnittsmaße lauten: Abschlussplatte: Rückseite 115 cm, Vorderseite 10 cm (dann im rechten Winkel Verkröpfung: 10 cm) dann Frontseite: 95 cm (Rücksprung der Kröpfung: 10 cm), dann 10 cm in Frontrichtung. Die Seitenmaße lauten links und rechts von der Rückseite bis zur Verwinkelung je 102 cm. Die Maßverhältnisse des Sockelprismas und der Bodenplatte verhalten sich dementsprechend.
Der Schaftsockel des Hochkreuzes hat eine Höhe von 95 cm und einen Querschnitt von 30 cm × 27 cm. Der Schaftquerschnitt beträgt 26 cm × 24 cm. Das Kreuz ist etwa 350 cm hoch, die Querbalken jeweils etwa 40 cm lang. Der Korpus hat eine Höhe von 155 cm. Der INRI-Inschriftzettel ist verwinkelt. Das Inschriftmedaillon hat einen kreisförmigen Rahmen (65 cm × 65 cm) mit Rocaillezier. Medaillon in Vierpassform.
Die Inschrift lautet in gotischer Schrift:

„Fürwahr

er trug unsere

Krankheiten und lud auf

sich unsere Schmerzen. Um unserer

Missethaten willen ist er verwundet

um unserer Sünden willen

zerschlagen worden.

Js. 53, 4.5“

Die Inschrift auf der linken Außenseite lautet in gotischer Schrift:

„Zur Ehre Gottes gestiftet

von der Familie Kirchner

früher in Wollbach

jetzt in Amerika

1886“

Daher trägt das Käthe-Kreuz auch den Namen „Auswandererkreuz“.
Die Signatur des Bildhauers Valentin Weidner lautet: „Valentin Weidner fec. Bad Kissingen“.